# A Working Man
A Working Man är en amerikansk actionthrillerfilm från 2025 i regi av David Ayer, med manus skrivet av honom själv och Sylvester Stallone, som i sin tur är baserat på en roman från 2014 skriven av Chuck Dixon. I rollerna syns Jason Statham, David Harbour, Michael Peña och Jason Flemyng.
A Working Man hade premiär i USA av Amazon MGM Studios (genom Metro-Goldwyn-Mayer), samt internationellt av Warner Bros. Pictures, den 28 mars 2025.

## Handling
Levon Cade är en före detta black ops-agent, som numera lever ett fridfullt liv tillsammans med sin dotter, samt har ett nytt arbete som byggnadsarbetare. Men när en person i Levons helt nya liv försvinner helt utan några spår, så blir han återigen tvungen att använda sig av sina tidigare färdigheter, så att personen i fråga kan räddas och återigen föras i säkerhet.

## Rollista
| Jason Statham      | – Levon Cade         |
| David Harbour      |                      |
| Michael Peña       |                      |
| Jason Flemyng      |                      |
| Arianna Rivas      | – Jenny              |
| Noemi Gonzalez     |                      |
| Emmett J. Scanlan  |                      |
| Eve Mauro          |                      |
| Maximilian Osinski |                      |
| Kristina Poli      |                      |
| Andrej Kaminsky    |                      |
| Isla Gie           | – Levon Cades dotter |